# Jaula de oro
jaula de oro es el título de un álbum de estudio lanzado por el grupo mexicano, Los Tigres del Norte, en 1984. Fue el primer número uno en los Regional Mexican Albums de Billboard.

## Lista de canciones
| N.º | Título                       | Duración |  |
| 1.  | «La jaula de oro»            | 2:47     |  |
| 2.  | «Que Te Hizo Olvidarme»      | 2:35     |  |
| 3.  | «El Agente del Amor»         | 3:07     |  |
| 4.  | «Mentira»                    | 2:41     |  |
| 5.  | «Albacar China»              | 2:50     |  |
| 6.  | «Por Qué Me Quité del Vicio» | 3:47     |  |
| 7.  | «Pedro y Pablo»              | 3:18     |  |
| 8.  | «Todos Nos Juntamos»         | 2:58     |  |
| 9.  | «El Gallo de San Juan»       | 3:15     |  |
| 10. | «El Cantante»                | 3:06     |  |
| 11. | «Te Tengo Que Peder»         | 3:04     |  |
| 12. | «Brisas de Abril»            | 3:19     |  |

## Recepción de la crítica
Wilson Neate de Allmusic le dio al álbum un cuatro de cinco elogiando la canción principal del álbum.

## Rendimiento del gráfico
| Gráfico (1984)                       | Posición más alta |
| ------------------------------------ | ----------------- |
| US Billboard Regional Mexican Albums | 1                 |